# Les Déchirements du passé
Pour plus de détails, voir Fiche technique et Distribution.
Les Déchirements du passé (Sarah, Plain and Tall: Winter's End) est un téléfilm américain réalisé par Glenn Jordan, diffusé sur CBS en 1999.
Ce téléfilm est la suite de La Nouvelle Vie de Sarah (1991) et du Combat de Sarah (1993).

## Synopsis
Un soir d'hiver de 1918, John Witting, le père de Jacob qui a abandonné son foyer lorsque Jacob était encore un enfant, réapparaît à la ferme des Witting. Jacob ne veut rien avoir à faire avec lui mais Sarah va tout faire pour les réconcilier.

## Fiche technique
- Réalisation : Glenn Jordan
- Scénario : Patricia MacLachlan, d'après son propre roman
- Photographie : Ralf D. Bode
- Montage : David A. Simmons
- Musique : David Shire
- Pays d'origine :  États-Unis
- Langue originale : anglais
- Genre : drame
- Durée : 95 minutes
- Première diffusion : 21 novembre 1999

## Distribution
- Glenn Close : Sarah Witting
- Christopher Walken (VF : Patrick Floersheim) : Jacob Witting
- Jack Palance : John Witting
- Lexi Randall : Anna Witting
- Christopher Bell : Caleb Witting
- Emily Osment : Cassie Witting
- George Hearn : Dr Sam Hartley
- Betty Laird : May Parkley
- Calen Pick : Justin